# De Bachtenaar
De Bachtenaar is een wipmolen met als postadres de West Vlisterdijk 64a in Vlist, in de Nederlandse provincie Zuid-Holland. De Bachtenaar ligt op het grondgebied van Bergambacht, maar wordt gezien haar ligging en ontsluiting aan de West Vlisterdijk vaak als onderdeel van Vlist gezien.
De molen dateert uit 1714 en verving een eerdere molen daterend uit 1487 op dezelfde plaats. Hij is gebouwd ter bemaling van de polder Bergambacht op de Vlistboezem. Dit gebeurde in een molengang bestaande uit twee ondermolens en een bovenmolen, waarin de Bachtenaar een van de twee ondermolens was. De molen is tot 1946 in bedrijf geweest, met uitzondering van de periode mei 1939 tot 1941. In 1961 kocht de gemeente Bergambacht de molen, die werd verhuurd aan de familie Oskam. In die tijd verkeerde de molen in een matige staat van onderhoud. De bewoners hebben de molen in 1976 gekocht en hebben de Bachtenaar in de daaropvolgende jaren maalvaardig gerestaureerd. In de zomer van 2009 is de molen door de familie Oskam verkocht aan nieuwe eigenaren.